# Joiz
Joiz était une chaîne de télévision généraliste suisse alémanique commerciale privée à destination des adolescents et des jeunes (15-34 ans).

## Histoire de la chaîne
Joiz a commencé à émettre 24/24h en HD depuis le 28 mars 2011. Les concepteurs mettent en place l'idée de «Second screen» estimant que la majorité des jeunes regardent la télévision tout en étant sur internet. La chaîne permet donc le concept de regarder ses émissions en «cross media» tout en interagissant sur son site internet, sur le réseau mobile et les réseaux sociaux associés à la chaîne. La chaîne est financée uniquement par la publicité. Pour son concept novateur, la télévision a notamment reçu en 2011 un «Swiss ICT Awards» concernant l'utilisation des TIC au sein de ses programmes.
Le 5 août 2013, la chaîne commence à émettre en Allemagne avec son propre signal, Joiz Germany, en direction du public allemand. La chaîne allemande emploiera à son ouverture 50 personnes, diffusera son signal via satellite et sera basée à Berlin.
Le 22 août 2016, l'entreprise JOIZ Schweiz SA est placée en faillite au tribunal des faillites du canton de Zürich.

## Organisation

### Dirigeants
Équipe dirigeante :
- Alexander Mazzara, CEO.
- Peter Schulz, CTO.
- Kurt Schaad

La chaîne a employé douze personnes à l'antenne. À sa fermeture, elle employait 75 personnes.

## Programmes
La majorité des programmes sont des jeux et des talkshows où les téléspectateurs peuvent interagir entre eux. La chaîne diffusait également des clips musicaux, des émissions consacrées à l'emploi des jeunes (Joizone Jobs), à la santé des jeunes (Joizone Health), une émission culinaire (Kochen mit Shibby) et une émission sur le cinéma (Cut) ainsi qu'une émission de téléréalité en partenariat avec la grande enseigne suisse Migros (M-Budget WG). Son émission "prime-time" était Noiz, émission satirique qui s'autoproclamait la "meilleure émission du monde".
Beaucoup d'émissions spéciales de la chaîne tournaient autour d'une identité visuelle d'un sponsor de manière détournée, des placements de produits, ou d'un concept tournant totalement autour d'un sponsor, ce qui a été pour la chaîne un bon moyen d'engranger des revenus, même si cela a pu être considéré comme peu éthique.

## Audience
L'audience cible était les adolescents. Sur les 15-24 ans, à son ouverture, la chaîne prévoit de passer de 0,9 % - 1,2 % à 2 % - 2,5 % en deux ans. En 2015, elle ne communique plus que des chiffres sur les activités en ligne: comptes ouverts, visiteurs et suivis sur les réseaux sociaux.

## Diffusion
D'abord diffusée principalement sur internet sur des plates-formes de diffusion ad hoc telles que Zattoo, la chaîne est reprise dans l'offre de UPC Cablecom fin 2011 à la suite d'une décision du Tribunal administratif fédéral en 2010 obligeant l'opérateur câble a reprendre le signal de Joiz en analogique et numérique. UPC Cablecom estimait que le contenu de la chaîne posait problème notamment du fait que des grossièretés étaient souvent prononcées à l'écran. Elle a été aussi diffusée sur les réseaux ADSL de Sunrise TV et Swisscom TV dans toute la Suisse.